# Laodicea Combusta
Laodicea Combusta (starogrško Λαοδίκεια Κατακεκαυμένη, latinizirano: Laodikeia Katakekaumenê, dob. 'Zgorela Laodikeja') ali Laodicea (Λαοδίκεια, Laodikeia), kasneje znana kot  Claudiolaodicea, je bila helenistično mesto v Pizidiji  v osrednji Anatoliji. Na mestu starodavnega mesta stoji sodobno turško mesto Ladik.
Laodikeja je bila eno od petih mest, ki jih je zgradil Selevk I. Nikator, in ga imenoval po svoji materi Laodiki. Vzdevek Combusta (Zgorela) ji je dal Strabon zaradi njene vulkanske okolice. Hamilton trdi, da v njeni okolici ni nobenih  magmatskih kamnin, in dodaja, da bi se mesto moralo imenovati  Laodikeia tês katakekaumenês – Požgana Laodikeja. Mesto je bilo nekoč v zgodovini nedvomno  požgano in nato obnovljeno in dobilo dogodku primeren vzdevek.
Mesto je stalo severovzhodno od Ikonija (sedanja Konya) na pomembni cesti, ki je vodila od zahodne obale Anatolije do Melitena na Evfratu. Nekaj antičnih avtorjev ga opisuje kot mesto v Likaoniji, drugi pa kot mesto v Pizidiji. Ptolemaj ga umešča v Galatijo. Različna pripadnost mesta bi se lahko pojasnila s stalnim spreminjanjem meja regij. Njegove  ustanovitve ne omenja noben antični avtor.
Na mestu, kjer je stala antična Laodikeja, so odkrili številne fragmente arhitekturnih elementov in kipov. Obiskovalci v 19. stoletju so opisovali, da so videli kose marmorja z napisi, oltarje, stebre, kapitele stebrov in napušče, raztresene po ulicah, med hišami in na pokopališčih. Iz opisov je moč sklepati, da je bila Laodikeja zelo pomembno mesto. Mesto je obnovil rimski cesar Klavdij (vladal 41–54 n. št.), po katerem je dobilo ime  Claudiolaodicea. V mestu so našli nekaj laodikejskih kovancev cesarjev Tita Flavija (vladal 79–81) in Domicijana (vladal 81–96).

## Vir
- Richard Talbert. Barrington Atlas of the Greek and Roman World. str. 63. ISBN 0-691-03169-X.